# 국수전 (장기)
국수전(國手戰)은 1996년에 창설된 장기 기전이다. 1968년에 있었던 대한일보사배 국수전과는 별개이다. 5회 국수전은 신대구부산고속도로사에서 주최 및 협찬 하였고, 브레인TV에 방영되었다.

## 역대 우승자
| 횟수 | 년도   | 우승   | 준우승 |
| ---- | ------ | ------ | ------ |
| 1회  | 1996년 | 김경만 | 이양근 |
| 2회  | 1997년 | 김경중 | 최성우 |
| 3회  | 1998년 | 김경중 | 김권윤 |
| 4회  | 1999년 | 김경중 | 신대순 |
| 5회  | 2006년 | 김동학 | 김기영 |